# 에밀 스미스 로
에밀 스미스 로(영어: Emile Smith Rowe, 2000년 7월 28일~)는 잉글랜드의 축구 선수로 포지션은 공격형 미드필더이다. 현재 프리미어리그의 풀럼 FC 소속으로 뛰고 있다.

## 클럽 경력
스미스 로우는 2018년 7월 31일, 아스널과 장기 프로 계약을 체결했다.
2019년 1월 31일, 그는 RB 라이프치히로 2018-19 시즌 종료까지 임대 이적했다. 2020년 1월 10일, 스미스 로우는 허더즈필드 타운으로 2019-20 시즌 종료까지 임대 이적했다. 2024년 8월 2일, 스미스 로우는 £2,700만과 £700만의 옵션으로 풀럼과 5년 계약을 체결했다.

## 통계

### 국가대표팀
| # | 날짜             | 장소     | 홈 팀    | 최종 결과 | 원정팀       | 대회                    | 득점 | 비고 |
| - | ---------------- | -------- | -------- | --------- | ------------ | ----------------------- | ---- | ---- |
| 1 | 2021년 11월 12일 | 런던     | 잉글랜드 | 5 - 0     | 알바니아     | 2022년 FIFA 월드컵 예선 | -    | 77′  |
| 2 | 2021년 11월 15일 | 세라발레 | 산마리노 | 0 - 10    | 잉글랜드     | 2022년 FIFA 월드컵 예선 | 1    | 73′  |
| 3 | 2022년 3월 29일  | 런던     | 잉글랜드 | 3 - 0     | 코트디부아르 | 친선 경기               | -    | 62′  |

## 수상
아스널
- FA 커뮤니티 실드: 2020[12]